# Vidiná
Vidiná és un poble i municipi d'Eslovàquia. Es troba a la regió de Banská Bystrica.

## Història
La primera menció escrita de la vila es remunta al 1335.

## Demografia
| Godina             | 1994 | 2004   | 2014   | 2024   |
| ------------------ | ---- | ------ | ------ | ------ |
| Nombre de persones | 1726 | 1851   | 1830   | 1704   |
| Diferència         |      | +7,24% | −1,13% | −6,88% |

| Godina             | 2023 | 2024   |
| ------------------ | ---- | ------ |
| Nombre de persones | 1702 | 1704   |
| Diferència         |      | +0,11% |